# A Coisa (2011)
The Thing (bra: O Enigma de Outro Mundo ou A Coisa; palop/prt: A Coisa) é um filme norte-americano de 2011, dos gêneros terror e ficção científica, dirigido por Matthijs van Heijningen Jr., com roteiro de Eric Heisserer baseado na novela Who Goes There?, de John W. Campbell Jr., publicado na revista Astounding em agosto de 1938.
Sua ação transcorre pouco antes dos acontecimentos mostrados no filme de 1982, dirigido por John Carpenter.

## Sinopse
Antárctida, 1982. Um grupo de pesquisadores noruegueses percorre uma zona nunca antes visitada pelo Ser Humano quando, no intercomunicador do veículo que utilizam para percorrer o denso gelo detectam um sinal nunca antes conhecido. Ao irem na direcção do tal sinal, param na zona onde o sinal é mais forte e, algo faz com que o gelo se quebre e o veículo caia a bastantes metros de profundidade. Tal sinal provinha de uma nave espacial que, alí estaria provavelmente enterrada há 100 mil anos.
Para além da nave descobrem uma espécie animal nunca antes vista presa num cubo de gelo, a qual julgam e, correctamente, ser um extraterrestre que vinha na dita nave.
Ao levarem o cubo de gelo para a base que montaram para a dita expedição, conseguem perfurá-lo e, tirar uma amostra de tecido do dito ser, pois por lógica, o mesmo estaria morto por passar tanto tempo enterrado em gelo.
Porém, a meio dessa noite, para pavor de toda a gente, tal ser evade-se numa fracção de segundos da base, tendo atacado um dos exploradores. O resto da equipa pega fogo à "coisa", num acto de autodefesa mas, há um pormenor que a equipa desconhece: tal "coisa" após atacar uma presa, assume o seu corpo na perfeição temporariamente até atacar nova presa e, repetir o processo. Será uma corrida contra o tempo para descobrir quem é quem e, evitar que morra mais alguém.

## Elenco principal
- Mary Elizabeth Winstead como Dr. Kate Lloyd
- Adewale Akinnuoye-Agbaje  como Derek Jameson
- Joel Edgerton como Sam Carter
- Ulrich Thomsen como Dr. Sander Halvorson